# Rhizedra rufescens
Rhizedra rufescens är en fjärilsart som beskrevs av Tutt 1891. Rhizedra rufescens ingår i släktet Rhizedra och familjen nattflyn. Inga underarter finns listade.